# Aurora León González
Aurora León González (Fuentes de Andalucía, 1946) es una abogada española y la primera abogada laboralista en Sevilla. Pionera en los primeros bufetes dedicados a la defensa de los trabajadores en Sevilla durante los años 60, fue la única abogada que asesoró sobre convenios colectivos durante la dictadura franquista.

## Trayectoria
Nació en 1946 en Fuentes de Andalucía y su familia se trasladó a Sevilla en 1951. Cursó el preuniversitario en el Colegio de las Esclavas, donde se produjo su contacto con la Federación Española de Congregaciones Marianas (FECUM), perteneciente a la jesuita Confederación de Congregaciones Marianas, influida por la doctrina del Concilio Vaticano II. Ingresó en la Facultad de Derecho de la Universidad de Sevilla en 1963, donde se licenció en 1968.
Trabajó activamente en distintos despachos laboralistas sevillanos, como el despacho del Cerro del Águila (luego Asesoría Laboral El Cerro), fundado por Manuel Arévalo Camacho, donde coincidió con Manuel Chaves. En 1974, este despacho se mudó a una sede más amplia, en la calle Jiménez Aranda nº15. En esta sede se confeccionaba el periódico clandestino Realidad, órgano mensual de Comisiones Obreras (CCOO) de Sevilla. Se ha destacado la labor de estos primeros bufetes, que aprovechaban las brechas del régimen franquista, como la Ley de Procedimiento Laboral de 1958, que abrió a los trabajadores la posibilidad de elegir a sus propios abogados.
En 1973, ingresó en el Partido Comunista de España (PCE), en cuyo seno lideró, entre 1974 y 1976, la Junta Democrática. Fue candidata en distintas elecciones, como en las parciales al Senado que se celebraron en Almería y Sevilla en 1980.
Con la legalización de Comisiones Obreras como sindicato, el despacho de Aurora León se trasladó, en febrero de 1977, a la calle Alhóndiga nº 58. Pese a centrarse en demandas individuales y colectivas de trabajadores vinculados a CCOO, su despacho asumió igualmente la defensa de trabajadores acusados de delitos políticos y juzgados por el Tribunal de Orden Público.

## Reconocimientos
Manuel Bueno Lluch, del Archivo Histórico de CCOO de Andalucía, valoró la relevancia de la labor de Aurora León, no sólo por su defensa de los trabajadores en los años finales del régimen, sino por su contribución a la extensión de la conciencia de clase entre los trabajadores, fomentando la movilización en la resistencia contra la dictadura franquista.
El 5 de abril de 2018, la Unión Provincial de Comisiones Obreras de Sevilla y la Oficina de la Memoria Histórica del Ayuntamiento de Sevilla, le rindieron un homenaje en el Palacio de los Marqueses de La Algaba. Participaron en este homenaje las también abogadas laboralistas Manuela Carmena y Cristina Almeida, entre otras. Al año siguiente, en 2019, en reconocimiento a su trayectoria y a su labor como abogada, el Ayuntamiento de Sevilla nombró a Aurora León González Hija adoptiva de Sevilla,y le dedicó una calle, la Calle Abogada Aurora León, en Sevilla.
En 2022, la Diputación Provincial de Sevilla le otorgó la Medalla de oro de la provincia en el Día de la Provincia. Al año siguiente, en 2023, la Junta de Andalucía le concedió el título de Hija Predilecta de Andalucía en el marco del Día de Andalucía.